# Двоеточие
Двоето́чие (:) — знак препинания в виде двух расположенных одна над другой точек, употребляемый для указания на то, что часть текста после него связана причинными, пояснительными и т. п. смысловыми отношениями с частью текста перед ним.

## Использование

### Русский язык
В русском языке двоеточие:
- разделяет слова автора и прямую речь:

Двоеточие предупреждает, что после слов автора последует прямая речь и нам следует обратить внимание на это место в предложении (Я воскликнул: «До ближайшего хутора рукой подать!»);
- ставится после обобщающего слова в обобщении («Удивляло и восхищало в нём всё: его манера говорить, его отношение ко всем, всегдашняя приветливость…») или предложениях с большим количеством однородных членов;
- используется как символ, который вводит перечисление чего-либо (примером может служить данный список);
- ставится между двумя частями сложного бессоюзного предложения, когда вторая часть предложения указывает на причину того, о чём говорится в первой, либо вторая часть поясняет первую, либо вторая часть дополняет одно из слов или словосочетаний первой.

### Церковнославянская письменность
В церковнославянской письменности двоеточие в целом эквивалентно русскому знаку «точка с запятой», но также используется и в функциях многоточия и даже точки на конце сокращений. Двоеточие как знак сокращения вообще было присуще старым европейским письменностям (в русском языке так было до середины XIX века); среди языков нового времени эта функция двоеточия сохраняется в шведском и финском, причём даже в середине слова: H:ki (Helsinki).

### Фонетическая транскрипция
В фонетической транскрипции двоеточие после знака звука означает его долготу (в этом значении оно скорее является диакритическим знаком).

### Армянский язык
В современной армянской пунктуации двоеточие используется в конце предложения в качестве точки. Такое использование двоеточия известно также в латинской и древнерусской письменности.

### Разделитель
Двоеточие используется в качестве разделителя в некоторых случаях, когда важно отличать такой разделитель от десятичного (запятой или точки) или разделителя других форматов (например, даты).

#### Время
При обозначении времени двоеточием разделяются часы, минуты и секунды:
22:50 — 22 часа 50 минут,
9:03:15 — 9 часов 3 минуты 15 секунд.

#### MAC-адреса
При записи MAC-адресов в формате MAC-48 пары 16-ричных разрядов также могут разделяться двоеточием (хотя стандартно они разделятся дефисом):
12:34:56:78:9A:BC

#### IPv6-адреса
IPv6-адреса записываются по четыре 16-ричных разряда, разделённых двоеточием:
2001:0db8:85a3:0000:0000:8a2e:0370:7334

### Математика
В математике двоеточие является одним из возможных обозначений операции деления (при этом симметрично отбивается с обеих сторон); в другом значении отделяет знак отображения и его область определения и множество значений: запись «f: A→B» означает, что функция f отображает A на B (при этом пробел ставится только после двоеточия).

### Шахматы
В советском варианте шахматной нотации двоеточие обозначало взятие фигуры: 4. Фh5:f7×.

### Информатика и вычислительная техника
В языках программирования двоеточие может иметь самые разнообразные применения. Может использоваться как самостоятельно, так и в составных обозначениях.
- Самостоятельное двоеточие:
  - используется для описания размерностей массива (пределов изменения индекса) и для выделения части массива: a[5:10];
  - разделяет второй и третий операнды условного выражения a ? b : c, означающего «если условие a истинно, выбрать значение b, а иначе — значение c»;
  - указывает тип переменной: i : integer;
  - при определении меток ставится после них (Бейсик, Паскаль, Си, Verilog) или перед ними (пакетный файл в некоторых операционных системах);
  - в Бейсике также употребляется в качестве разделителя команд при записи их в одну строку;
  - в операторах выбора из нескольких альтернатив (switch, case и т. п., в зависимости от языка) отделяет описание условий применимости отдельного случая от действий, которые при этом должны выполняться;
  - в некоторых операционных системах ставится в (иерархических) именах после названия (метки) физического или логического устройства: C:\MYDIR\A.TXT, prn: и т. п. По этой причине двоеточие не может быть использовано в имени файла;
  - в некоторых операционных системах (например Mac OS) используется для указания иерархических путей к файлу;
  - в языке Verilog двоеточие после ключевого слова начала блока (begin, fork) означает, что этот блок является именованным, и после такого двоеточия пишется имя блока;
  - в командных языках некоторых операционных систем отделяет название ключа от его значения;
  - в вики-разметке используется, например, в следующих ролях:
    - для ссылок из одного проекта на другой (так называемых «интервики»), в том числе на иноязычные разделы Википедии;
    - в ссылках внутри одного проекта отделяет указание пространства имён от индивидуального названия страницы (личной или служебной);
    - в начале абзаца является символом форматирования, обозначающим, что этот абзац должен выводиться с отбивкой от левого края полосы текста (величина отбивки пропорциональна числу двоеточий).
    - после ввода двоеточия в поле «Поиск» осуществляется переход на главную страницу данного Вики-проекта.
- Двоеточие в составных знаках:
  - в сочетании со знаком равенства применяется для записи оператора присваивания: x := x+1;
    - в близкой роли в некоторых системах записи формальных грамматик используется сочетание ::= с двумя двоеточиями;

  - удвоенное двоеточие используется для указания на область видимости объекта: std::string либо для ссылки на глобальный объект при наличии одноимённого локального: ::i;
  - в URL отделяет название протокола или схемы доступа от текста запроса.

## Представление

### Типографика
Двоеточие имеет как строчную форму, выровненную по высоте строчных букв («обычное» двоеточие), так и заглавную, выровненную по высоте заглавных букв. Последняя предпочтительна при использовании с цифрами.

### Кодировки
Код двоеточия в ASCII, Юникоде и большинстве других[каких?] кодировок — U+003A.